# Goliath (Six Flags Magic Mountain)
Goliath in Six Flags Magic Mountain (Valencia, Kalifornien, USA) ist eine Stahlachterbahn vom Modell Mega Coaster des Herstellers Giovanola, die am 11. Februar 2000 eröffnet wurde. Für den Schweizer Hersteller war es der erste Mega Coaster und gleichzeitig die erste Achterbahn in den Vereinigten Staaten. Abgesehen vom Bau der Titan im Schwesterpark Six Flags Over Texas, die fast baugleich ist, blieb Goliath der einzige Mega Coaster von Giovanola. Die Achterbahn kostete 17 Millionen US-Dollar.

## Fahrt
Nachdem der Zug die Station verlassen hat, erreicht er nach einer 180°-Rechtskurve den 72 m hohen Lifthill. Es folgt der 78 m lange, 61° steile First Drop, der in einen 37 m langen Tunnel unter die Erde führt. Nach der Auffahrt folgt wieder eine 180°-Rechtskurve, deren Abfahrt in den folgenden Hügel mündet. Es folgt eine Linkskurve, gefolgt von einer Blockbremse. Nach einer nach links geneigten Abfahrt und einer weiteren Rechtskurve, folgt eine große, bodennahe Helix. Bevor der Zug die Schlussbremse erreicht, durchfährt er eine weitere Links- und Rechtskurve.

## Züge
Goliath besitzt drei Züge mit jeweils fünf Wagen. In jedem Wagen können sechs Personen (drei Reihen à zwei Personen) Platz nehmen. Die Fahrgäste müssen mindestens 1,22 m groß sein, um mitfahren zu dürfen.